# Fußball in London
Der Fußball in London war an der Entwicklung des Fußballsports in England maßgeblich beteiligt. Die Hauptstadt Englands ist seit Jahrzehnten die Stadt mit den meisten Vereinen in den vier Profiligen der Football Association.

## Geschichte

### Londoner Vereine im FA Cup

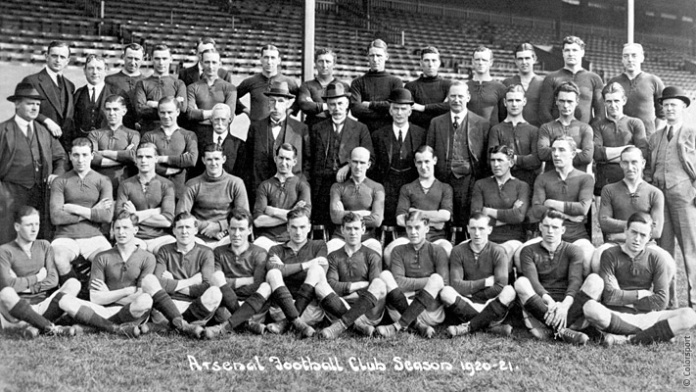
Die Mannschaft des FC Arsenal, des erfolgreichsten Londoner Vereins, in der Saison 1920/21

Obwohl der heute älteste Profiverein Londons, FC Fulham, erst 1879 gegründet wurde und somit um mehr als ein Jahrzehnt jünger ist als die in Nottingham beheimateten ältesten Profivereine Notts County und Nottingham Forest, die 1862 und 1865 entstanden sind, wurde bereits 1859 im Londoner Stadtteil Battersea mit dem Wanderers FC der erste „Seriensieger“ des Landes gegründet. Der Wanderers FC gehörte 1863 zu den Gründungsmitgliedern der Football Association und war 1871/72 Sieger des erstmals ausgetragenen Football Association Challenge Cups. Bei der folgenden Austragung konnte er seinen Titel auf Anhieb verteidigen und erzielte ferner zwischen 1876 und 1878 einen Titelhattrick. Doch in den folgenden Jahren des ausgehenden 19. Jahrhunderts konnte kein Londoner Verein mehr den Pokalwettbewerb gewinnen und so dauerte es bis 1901, ehe der Tottenham Hotspur FC den FA Cup erstmals wieder in die Hauptstadt holte. Anschließend dauerte es zwanzig Jahre, ehe 1921 erneut die Spurs erfolgreich waren. In den 1930er Jahren war es ausgerechnet der zum Erzrivalen der Spurs erkorene FC Arsenal, der ebenfalls zweimal den FA Cup in die Hauptstadt holte. Zum Ende der Saison 2015/16 ist Arsenal mit 12 gewonnenen Trophäen der erfolgreichste Londoner Verein im FA Cup und gemeinsam mit Manchester United Rekordpokalsieger Englands. An dritter Stelle folgt Tottenham Hotspur mit acht Titeln und dahinter liegen gleichauf mit sieben Titeln der FC Chelsea, der FC Liverpool und Aston Villa. Ansonsten konnten lediglich West Ham United (dreimal) und Charlton Athletic (einmal) den FA Cup in die englische Hauptstadt holen.

### Londoner Vereine in der ersten Liga
Als die Football League als damals höchste Spielklasse im englischen Fußball in der Saison 1888/89 ihren Spielbetrieb mit 12 Mannschaften aufnahm, war kein einziger Verein aus London vertreten. Erstmals stieg am Ende der Saison 1903/04 mit dem Zweitliga-Vizemeister Woolwich Arsenal ein Hauptstadtverein in die höchste Spielklasse auf. Nach Arsenals Erstligadebüt in der Saison 1904/05 folgten schon bald der FC Chelsea (1907/08) und der Tottenham Hotspur FC (1909/10).
Mit 13 Titeln stellt der FC Arsenal, der seit der Saison 1919/20 dauerhaft in der ersten englischen Liga vertreten ist, die erfolgreichste Londoner Mannschaft und die dritterfolgreichste in England nach Manchester United und FC Liverpool, die 20 bzw. 19 Meisterschaften zu ihren Gunsten entscheiden konnten. Von allen anderen Londoner Vereinen konnten lediglich der FC Chelsea (sechsmal) sowie der Tottenham Hotspur FC (zweimal) die Meisterschaft gewinnen.

### Londoner Vereine im Ligapokal
Den erst 1960 eingeführten League Cup gewann von den Londoner Vereinen der FC Chelsea mit fünf Titeln am häufigsten und liegt somit gleichauf mit Aston Villa hinter dem Rekordsieger FC Liverpool, der achtmal erfolgreich war. Weitere Londoner Vereine, die den Ligapokal gewinnen konnten, sind Tottenham (4 Titel), Arsenal (2 Titel) und die Queens Park Rangers, die 1967 erfolgreich waren.

## Fußball in den Regionen
Aufgrund der Größe der englischen Hauptstadt und der Vielzahl der in ihr ansässigen Traditionsvereine, die stets einen bestimmten Bezirk repräsentieren, bestehen Rivalitäten vorwiegend zwischen Vereinen bzw. ihren Anhängerschaften, die in derselben Region beheimatet sind.

### Rivalität im Norden Londons

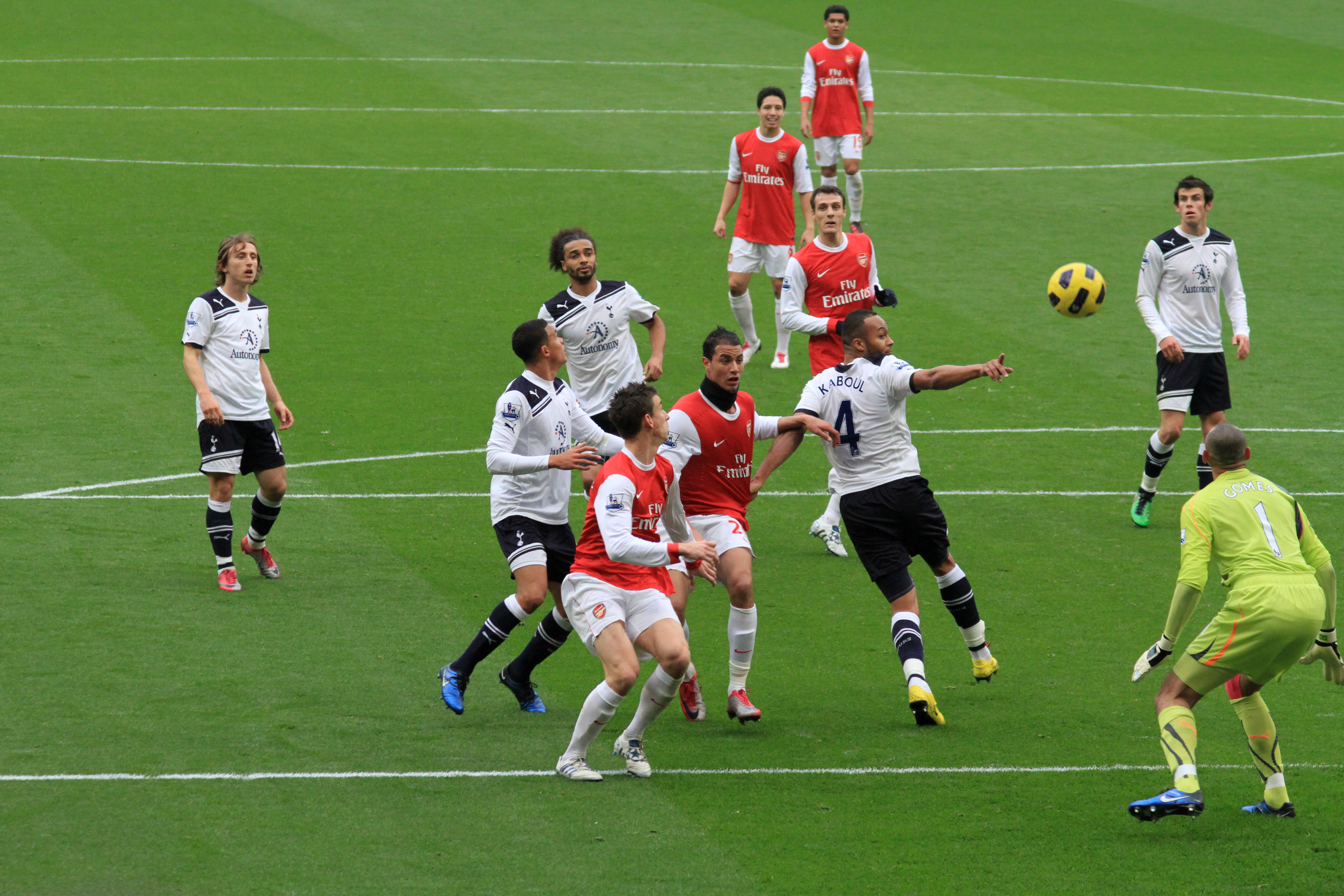
Szene aus einem Derby zwischen Arsenal und Tottenham

Der Tottenham Hotspur FC wurde 1882 von jungen Männern aus dem Cricket-Verein Hotspur und dem örtlichen Gymnasium im Nordlondoner Stadtteil Tottenham gegründet. Sein späterer Erzrivale wurde 1886 von Arbeitern der Waffenfabrik Royal Arsenal ins Leben gerufen. Die Fabrik befand sich im Südostlondoner Stadtteil Woolwich, der ein Teil der Docklands ist. Der noch junge Verein geriet jedoch schon bald in finanzielle Schwierigkeiten, die auch auf die geografische Lage des Klubs zurückzuführen waren; denn weil die Region in Plumstead relativ einwohnerschwach war, litt man auch unter einem geringen Zuschaueraufkommen. Daher verließ der FC Arsenal 1913 seine angestammte Heimat und verzog nach Highbury, wo er das Highbury-Stadion errichtete, das sich in unmittelbarer Nähe zur White Hart Lane, der Heimat des Hotspur FC, befand. Durch die erzwungene Nähe wurde Arsenal von Hotspur als lästiger „Eindringling ins eigene Revier“ empfunden, wodurch eine der erbittertsten Rivalitäten des englischen Fußballs entstand. Bereits wenige Jahre nach dem Umzug von Arsenal wurde die Intensität ihrer Rivalität noch verstärkt. Als 1919 bei der Wiederaufnahme des Spielbetriebs nach dem Ende des Ersten Weltkriegs die erste Liga von 20 auf 22 Mannschaften erweitert wurde, mussten die Spurs den Abstieg hinnehmen, den sie als Tabellenletzter der Saison 1914/15 sportlich erlitten hatten, während der FC Arsenal als Fünftplatzierter der Zweitliga-Saison 1914/15 in die höchste Spielklasse aufgenommen wurden, obwohl die Mannschaft hierfür nicht die sportlichen Voraussetzungen geschaffen hatte. Und so halten sich auf Seiten der Spurs bis zum heutigen Tag hartnäckig Gerüchte, dass der seinerzeitige Arsenal-Boss Sir Henry Norris bei dieser Entscheidung seine Finger maßgeblich und auf unlautere Weise im Spiel gehabt habe.

### Vereine im Osten Londons

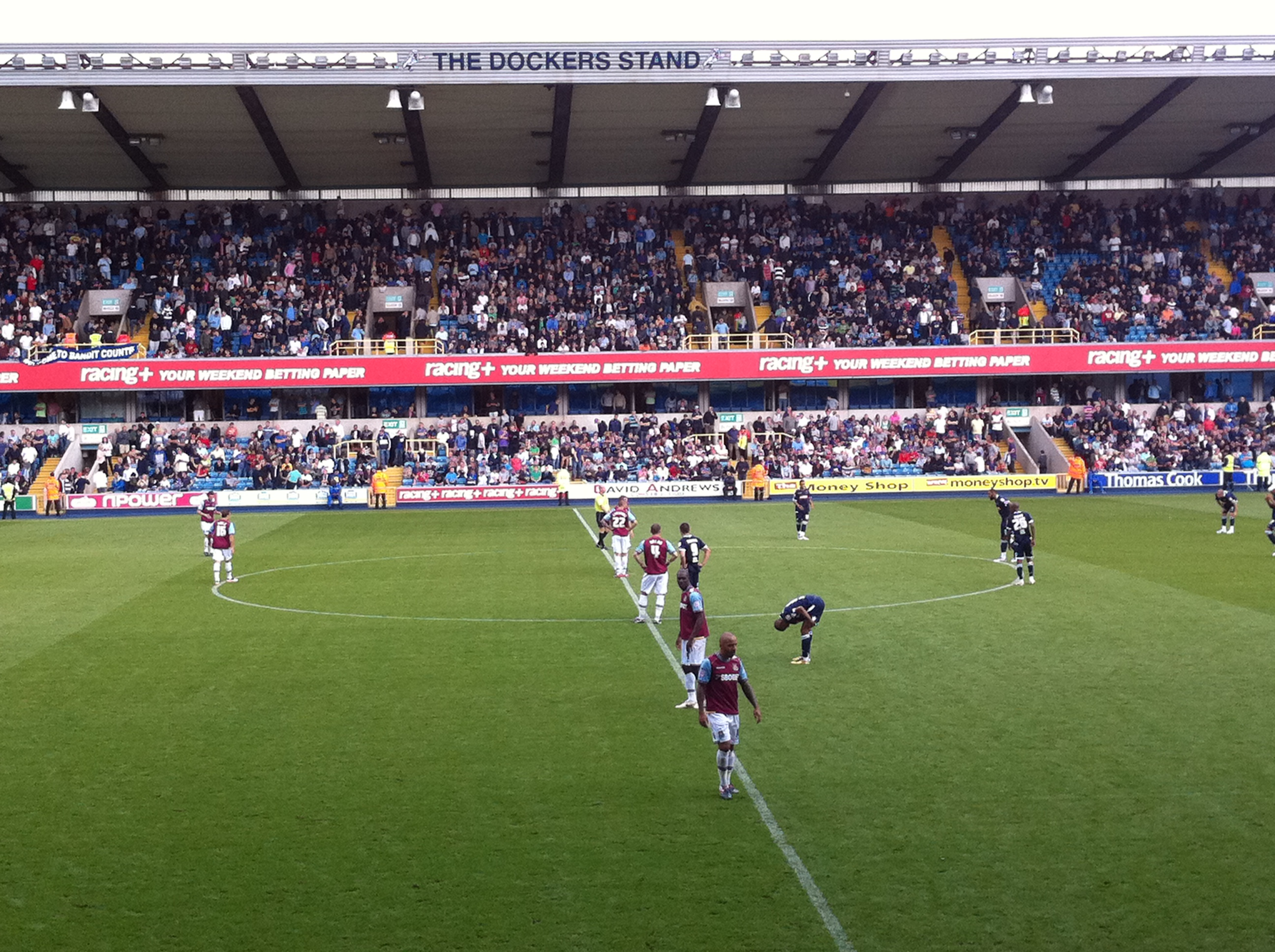
Unmittelbar vor dem Anstoß eines Derbys zwischen Millwall und West Ham

War der Umzug für die Spurs weniger erfreulich, entwickelte er sich für den 1905 im Arbeiterviertel Charlton entstandenen Charlton Athletic FC zum Glücksfall. Denn der Wegzug des FC Arsenal hinterließ in der Region eine Lücke, die die Verantwortlichen von Charlton Athletic inspirierte, den Schritt in den Profifußball zu wagen. Auch wenn die Addicks zwischen 1936 und 1957 dauerhaft in der ersten Liga vertreten waren (sowie später noch einmal für mehrere Spielzeiten in den 1980er Jahren und zu Beginn des 21. Jahrhunderts), 1937 Vizemeister wurden und 1947 den FA Cup gewannen, wurden sie von ihren beiden örtlichen Rivalen West Ham United (zwischen denen keine nennenswerte Abneigung besteht) und FC Millwall (zwischen denen das Verhältnis angespannter ist) nie als auf einer Stufe stehend anerkannt. Denn deren äußerst gehässige Rivalität stellt alles in den Schatten und gilt als das gefährlichste Derby Englands, wenn nicht überhaupt. Wann immer die beiden Vereine in der Vergangenheit aufeinander trafen, brachen zwischen den rivalisierenden Fans bereits am frühen Morgen heftige Schlägereien aus, die sich bis in die folgende Nacht hinein fortsetzten. Ihre intensive gegenseitige Abneigung geht bis auf ihre Gründungszeit zurück, als ihre Sportplätze keine fünf Kilometer voneinander entfernt lagen und ein Großteil ihrer Anhänger für konkurrierende Unternehmen der Schifffahrtsbranche arbeiteten. Als 1926 ein Streik ausgerufen wurde, dem sich die Arbeiter aus dem Umfeld von West Ham anschlossen, vom Umfeld des FC Millwall aber nicht befolgt wurde, war das Klima endgültig vergiftet. Seither schmähten die Fans von West Ham die streik brechenden Millwall-Anhänger als Verräter.
Ebenfalls im Osten der Stadt ist der 1881 gegründete Leyton Orient FC beheimatet, dessen Name sich von der Orient Steam Navigation Company ableitet, bei dem einer ihrer Gründer arbeitete. Obwohl der Verein sich in unmittelbarer Nachbarschaft von West Ham United befindet und somit auch in einer problematischen Gegend, läuft im Umfeld ihrer Begegnungen alles friedlich ab. Immerhin spielte Leyton seit 1982 nicht mehr höher als drittklassig und außerdem fehlt dem zweitältesten Profiverein Londons das „gewisse Etwas“.

### Vereine im Westen Londons

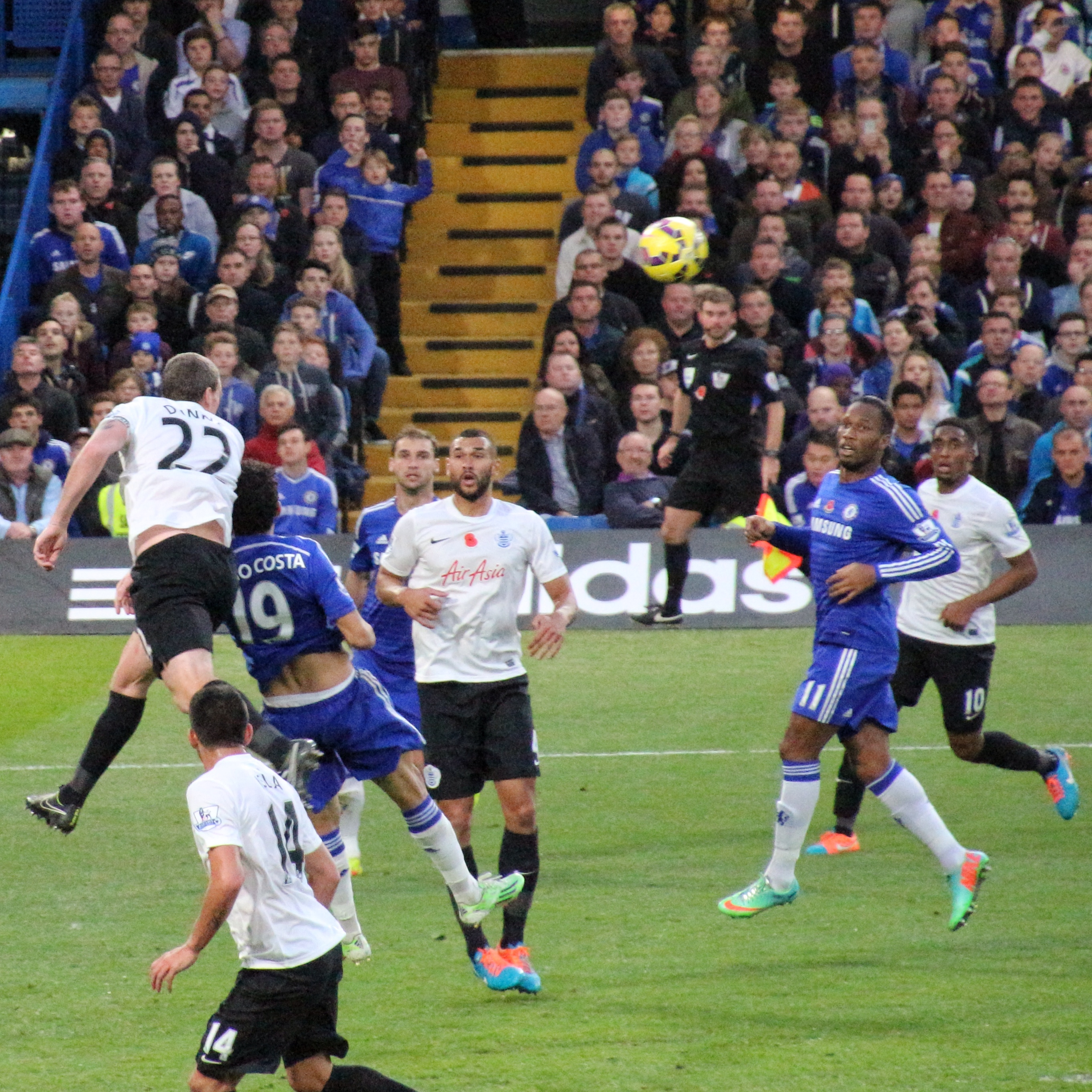
Szene aus einem Derby zwischen Chelsea und QPR

Im Londoner Westen sind die Rivalitäten zwischen den Vereinen bzw. ihren Fangruppen unterschiedlich ausgeprägt, aber insgesamt weniger brisant als im Norden und Osten. Der älteste der vier Profivereine aus dieser Region ist der FC Fulham, der bereits 1879 gegründet wurde und somit der älteste aller Londoner Profifußballvereine ist. 1885 folgte die Gründung der Queens Park Rangers und 1889 des FC Brentford, ehe erst 1905 der FC Chelsea ins Leben gerufen wurde. Der erfolgreichste Verein im Londoner Westen wurde nur gegründet, um in dem bereits bestehenden Stadion an der Stamford Bridge zu spielen, das bisher von keiner Mannschaft genutzt wurde. Ursprünglich sollte der bereits seit einem Vierteljahrhundert bestehende FC Fulham in dem Stadion spielen, was dieser wegen der aus seiner Sicht zu hohen Pacht ablehnte. So kam es, dass der Stadioneigentümer Gus Mears mit dem FC Chelsea schließlich seinen eigenen Verein gründete, der sich bis 1982 im Besitz der Familie Mears befand. Anschließend befand der Verein sich im Besitz des Fußballfunktionärs Ken Bates, bevor er 2003 von dem russischen Oligarchen Roman Abramowitsch erworben wurde.
Obwohl Chelsea von seinen unmittelbaren Nachbarn Fulham und QPR angefeindet wird, nahm die Anhängerschaft der Blues üblicherweise kaum Notiz von den beiden Nachbarvereinen, sodass in diesem Teil der englischen Hauptstadt keine gewachsene Rivalität besteht.
Während eines Teils der 1970er und 1980er Jahre waren die Queens Park Rangers der populärste Verein im Londoner Westen, weshalb es für die eingefleischten Fans heute schwer zu ertragen ist, dass Chelsea ihnen inzwischen deutlich den Rang abgelaufen hat. QPR wiederum gilt als Hauptfeind der Anhänger des FC Brentford, die es den Rangers nie verziehen haben, dass diese in den 1960er Jahren einen Versuch unternommen hatten, ihren Verein zu schlucken. Einen ähnlichen Versuch hatte 1987 Marler Estates als Eigentümer des FC Fulham bei QPR unternommen, um den fusionierten Verein fortan unter der Bezeichnung Fulham Park Rangers ins Rennen zu schicken. Massive Fanproteste aus beiden Lagern verhinderten dieses Vorhaben ebenso wie eine ablehnende Haltung der Fußball-Liga.

### Vereine im Süden Londons
Wie bereits eingangs erwähnt, gehören die südlich der Themse beheimateten FC Millwall und Charlton Athletic geografisch eigentlich auch in diese Region und ihre Duelle mit dem weiter südlich ansässigen Crystal Palace F.C. sind durchaus von gegenseitiger Abneigung geprägt. Doch während beispielsweise Millwalls größte Abneigung West Ham United gilt, ist Brighton & Hove Albion aus dem südenglischen Seebad Brighton Hauptfeind der Anhängerschaft von Crystal Palace; und nur diese Begegnung von Palace hat das Potenzial zu gewalttätigen Auseinandersetzungen zwischen den Fanlagern.

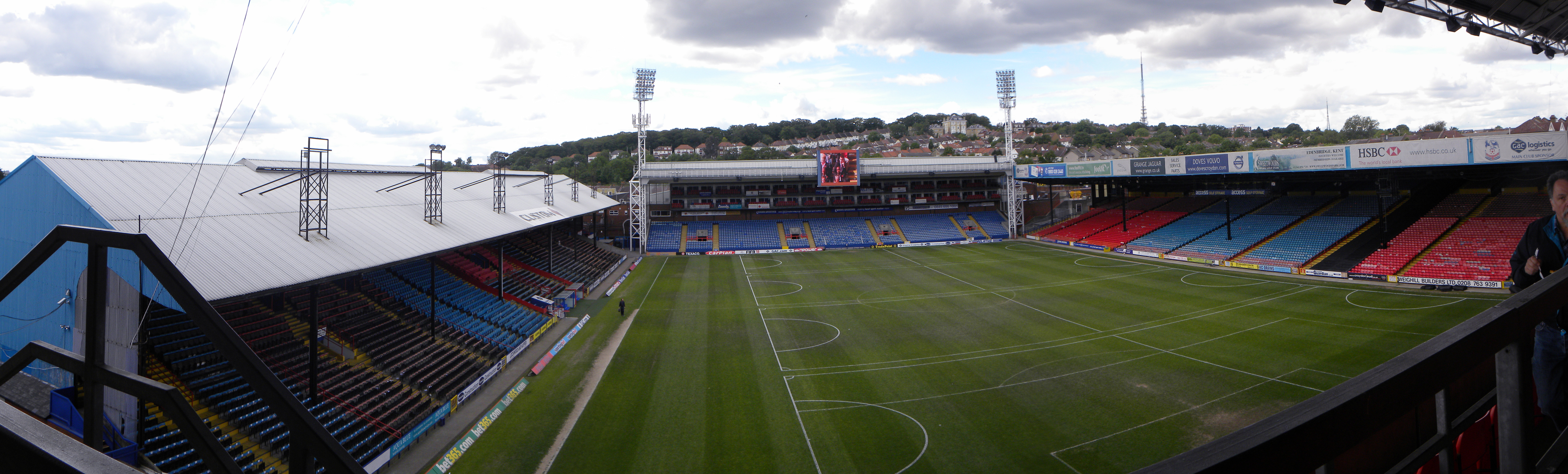
Selhurst Park

Der Crystal Palace F.C., der 1905 im gleichnamigen Gebäude gegründet wurde, trägt seine Heimspiele seit 1924 im vereinseigenen Selhurst Park aus, den man zwischen 1986 und 1991 mit Charlton Athletic und anschließend von 1991 bis 2003 mit dem ebenfalls im Süden beheimateten FC Wimbledon teilte. Obwohl bereits 1889 gegründet, stieg der FC Wimbledon erst 1964 in den Profifußball ein und wurde in die semiprofessionelle Southern Football League aufgenommen, die er zwischen 1975 und 1977 dreimal in Folge gewann. Von nun an begann sein rasanter Aufstieg; für die Saison 1977/78 wurde er in die viertklassige Football League Third Division aufgenommen und schaffte innerhalb von acht Jahren den Sprung in die erste Liga. Zwei Jahre später folgte der Gewinn des FA Cup. 1991 verließ der Verein sein seit 1912 genutztes Stadion an der Plough Lane und trug seine Heimspiele fortan im Selhurst Park aus, wo er ein höheres Besucheraufkommen erzielen konnte. Dennoch blieb die Unterstützung für den Verein auf eher niedrigem Niveau und so folgte dem Abstieg aus der ersten Liga im Sommer 2000 der baldige Konkurs. Mit dem AFC Wimbledon wurde bereits 2002 ein Nachfolgeverein gegründet, der seine Heimspiele in Kingsmeadow im Stadtteil Kingston upon Thames austrägt.

## Vereinsstatistiken

### Beste Ergebnisse in den nationalen Wettbewerben
In der nachfolgenden Tabelle werden alle Londoner Vereine aufgeführt, die mindestens eine Saison in der höchsten Spielklasse Englands (von 1888 bis 1892 The Football League, die nächsten einhundert Jahre Football League First Division und seit 1992 Premier League) vertreten waren. Genannt wird ihre jeweilige Zugehörigkeit zur ersten Liga, ihre beste Platzierung darin sowie ihr bestes Ergebnis im FA Cup und im League Cup. Die Übersicht befindet sich auf dem Stand Saisonende 2015/16.
| Verein         | Zugehörigkeit zur ersten Liga                                                                                      | Beste Platzierung in der Liga                                                                 | Bestes Ergebnis im FA Cup                                                              | Bestes Ergebnis im League Cup                                     |
| -------------- | --- | --------------------------------------------------------------------------------------------- | -------------------------------------------------------------------------------------- | ----------------------------------------------------------------- |
| Arsenal        | 1904/05–1912/13, seit 1919/20                                                                                      | 13 Mal Meister (1931, 1933, 1934, 1935, 1938, 1948, 1953, 1971, 1989, 1991, 1998, 2002, 2004) | 12 Mal Sieger (1930, 1936, 1950, 1971, 1979, 1993, 1998, 2002, 2003, 2005, 2014, 2015) | 2 Mal Sieger (1986/87, 1992/93)                                   |
| Brentford      | 1935/36–1946/47, 2022/23                                                                                           | 5. Platz (1935/36)                                                                            | Viertelfinale (1988/89)                                                                | 2 Mal Achtelfinale (1982/83, 2010/11)                             |
| Charlton       | 1936/37–1956/57, 1986/87–1989/90, 1998/99, 2000/01–2006/07                                                         | Vizemeister (1936/37)                                                                         | Sieger (1946/47)                                                                       | Viertelfinale (2006/07)                                           |
| Chelsea        | 1907/08–1909/10, 1912/13–1923/24, 1930/31–1961/62, 1963/64–1974/75, 1977/78–1978/79, 1984/85–1987/88, seit 1989/90 | 6 Mal Meister (1955, 2005, 2006, 2010, 2015, 2017)                                            | 8 Mal Sieger (1970, 1997, 2000, 2007, 2009, 2010, 2012, 2018)                          | 5 Mal Sieger (1965, 1998, 2005, 2007, 2015)                       |
| Crystal Palace | 1969/70–1972/73, 1979/80–1980/81, 1989/90–1992/93, 1994/95, 1997/98, 2004/05, seit 2013/14                         | 3. Platz (1990/91)                                                                            | 1 Mal Sieger (2025)                                                                    | 4 Mal Halbfinale (1992/93, 1994/95, 2000/01, 2011/12)             |
| Fulham         | 1949/50–1951/52, 1959/60–1967/68, 2001/02–2013/14, 2022/23                                                         | 7. Platz (2008/09)                                                                            | Finalist (1974/75)                                                                     | 5 Mal Viertelfinale (1967/68, 1970/71, 1999/00, 2000/01, 2004/05) |
| Leyton Orient  | 1962/63 | 22. Platz (1962/63)                                                                           | Halbfinale (1977/78)                                                                   | Viertelfinale (1962/63)                                           |
| Millwall       | 1988/89–1989/90 | 10. Platz (1988/89)                                                                           | Finalist (2003/04)                                                                     | 3 Mal Viertelfinale (1973/74, 1976/77, 1994/95)                   |
| QPR            | 1968/69, 1973/74–1978/79, 1983/84–1995/96, 2011/12–2012/13, 2014/15                                                | Vizemeister (1975/76)                                                                         | Finalist (1981/82)                                                                     | Sieger (1966/67)                                                  |
| Tottenham      | 1909/10–1914/15, 1920/21–1927/28, 1933/34–1934/35, 1950/51–1976/77, seit 1978/79                                   | 2 Mal Meister (1950/51, 1960/61)                                                              | 8 Mal Sieger (1901, 1921, 1961, 1962, 1967, 1981, 1982, 1991)                          | 4 Mal Sieger (1971, 1973, 1999, 2008)                             |
| West Ham       | 1923/24–1931/32, 1958/59–1977/78, 1981/82–1988/89, 1991/92, 1993/94–2002/03, 2004/05–2010/11, seit 2012/13         | 3. Platz (1985/86)                                                                            | 3 Mal Sieger (1963/64, 1974/75, 1979/80)                                               | 2 Mal Finalist (1965/66, 1980/81)                                 |
| Wimbledon      | 1986/87–1999/00 | 6. Platz (1986/87, 1993/94)                                                                   | Sieger (1987/88)                                                                       | Halbfinale (1996/97, 1998/99)                                     |

### Eckdaten und Europapokalbilanzen
Die nachfolgende Übersicht informiert über das jeweilige Gründungsjahr sowie den Sitz der in der oberen Tabelle genannten Vereine. Ebenfalls eingebaut sind ihre größten Erfolge im Europapokal (sofern vorhanden), weil diese Information hier aus Platzgründen besser unterzubringen war als in der vorherigen Tabelle.
| Verein         | Gründung      | Heimspielstätte, Stadtviertel                                                                                                | Bestes Ergebnis im Europapokal |
| -------------- | ------------- | --- | --- |
| Arsenal        | 1886          | Highbury-Stadion, Highbury (1913–2006) Emirates Stadium, Halloway (seit 2006)                                                | Sieger des Europapokals der Pokalsieger (1994) und Sieger des Messepokals (1970), Finalist in der UEFA Champions League (2006) Finalist im UEFA-Pokal (1999/00)                                                                        |
| Brentford      | 1889          | Gtech Community Stadium, Brentford (seit 2020) Griffin Park, Brentford (1904–2020)                                           | nicht qualifiziert |
| Charlton       | 1905          | The Valley, Charlton (seit 1919) 1                                                                                           | nicht qualifiziert |
| Chelsea        | 1905          | Stamford Bridge, Fulham (seit 1905)                                                                                          | zweimal Sieger der UEFA Champions League (2012, 2021), zweimal Sieger des Europapokals der Pokalsieger (1971, 1998), Sieger der UEFA Europa League (2013) und des UEFA Super Cups (1998) und Finalist der UEFA Champions League (2008) |
| Crystal Palace | 1905          | Selhurst Park, South Norwood (seit 1924)                                                                                     | 3. Runde des UEFA Intertoto Cups (1998, einzige Teilnahme) |
| Fulham         | 1879          | Craven Cottage, Fulham (seit 1896)                                                                                           | Finalist der UEFA Europa League (2010) |
| Leyton Orient  | 1881          | Brisbane Road, Leyton (seit 1937)                                                                                            | nicht qualifiziert |
| Millwall       | 1885          | The Den, Southwark (seit 1993)                                                                                               | 1. Runde des UEFA-Pokals (2004/05, einzige Teilnahme) |
| QPR            | 1882          | Loftus Road, Shepherd’s Bush (seit 1917)                                                                                     | Viertelfinale des UEFA-Pokals (1976/77) |
| Tottenham      | 1882          | Tottenham Hotspur Stadium, Tottenham (seit 2019) Wembley-Stadion, Wembley (2017–2019) White Hart Lane, Tottenham (1899–2017) | Sieger des Europapokals der Pokalsieger (1963) und zweimaliger Sieger des UEFA-Pokals (1972, 1984), Finalist der UEFA Champions League (2019)                                                                                          |
| West Ham       | 1895          | London Stadium, Stratford (seit 2016) Upton Park, Upton Park (1904–2016)                                                     | Sieger des Europapokals der Pokalsieger (1965) und Sieger der Europa Conference League (2023) |
| Wimbledon      | 1889 († 2004) | Plough Lane, Wimbledon (1912–1991) Selhurst Park, South Norwood (als Gast, 1991–2003)                                        | Gruppenphase des UEFA Intertoto Cups (1995) |

## Sonstiges
Bis auf wenige Ausnahmen wurden die Finalspiele um den FA Cup stets in London ausgetragen. Zwischen 1872 und 1892 fanden die Begegnungen in 19 von 21 Fällen im Kennington Oval statt, zwischen 1895 und 1914 regelmäßig im Crystal Palace National Sports Centre und von 1923 bis 2000 im „alten“ Wembley-Stadion, ehe seit 2007 das neue Wembley-Stadion die permanente Austragungsstätte ist. Auch die englische Nationalmannschaft trägt ihre Heimspiele meistens in London aus.
Überregional bekannt sind die im Nordosten der Stadt gelegenen Hackney Marshes mit ihren ursprünglich 88 Fußballfeldern, auf denen Weltstars wie Bobby Moore und David Beckham in jungen Jahren gegen den Ball getreten haben.